# 趙汝楳
趙汝楳（？—13世纪），宋朝政治人物、学者、诗人。

## 生平
是宋朝宗室，宋太宗八世孫。五世祖居浙东明州鄞縣，故籍鄞县，趙善湘之子。宋理宗寶慶二年（1226年），考中進士。妻子為權相史彌遠之女。官至戶部侍郎、江淮安撫制置使，封天水郡公。

## 著作
精于研究《易》。流传著作都与易学有关，有《周易輯聞》、《易雅》、《筮宗》、《易敘叢書》。其中《筮宗》收入于《四庫全書》。